# Кусенко, Александр Юрьевич
Александр Юрьевич Кусенко (Alexander Kusenko; род. 1966) — американский физик-теоретик, астрофизик и космолог, профессор физики и астрономии в Калифорнийском университете в Лос-Анджелесе. Старший научный сотрудник в Физико-математическом институте Вселенной им. Кавли (с 2008). Член правления Физического центра Аспена (с 2005). Член Американского физического общества (2008) году за оригинальный и плодотворный вклад в физику элементарных частиц, астрофизику и космологию.
Включён в российский Корпус экспертов по естественным наукам с 9241 цитированием работ, опубликованных с 1991 года. Индекс Хирша — 52..
В 2021 году поспорил на $10 000 c научно-популярным блоггером Veritasium (Дерек Мюллер) относительно аппарата Blackbird, способного двигаться по ветру быстрее скорости ветра, и проиграл спор.